# Wymbritseradiel

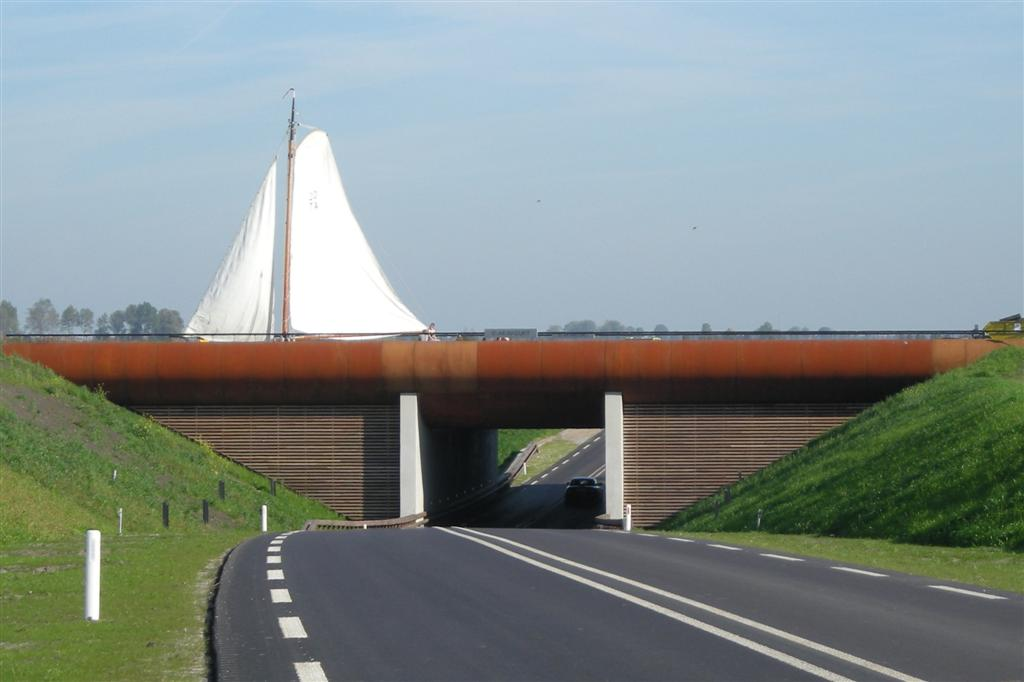
Akvedukt.

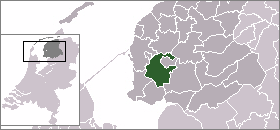
Wymbritseradiels läge

Wymbritseradiel (nl. Wymbritseradeel) var en kommun i provinsen Friesland i Nederländerna. Kommunens totala area var 162,74 km² (där 24,41 km² är vatten) och invånarantalet är på 16 363 invånare (2005). Kommunen gick 1 januari 2011 upp i Súdwest-Fryslân och upphörde därmed som kommun.